# Japons
Japons è un comune austriaco di 736 abitanti nel distretto di Horn, in Bassa Austria; ha lo status di comune mercato (Marktgemeinde).